# الهجوم على السفينة مدينة بوروس

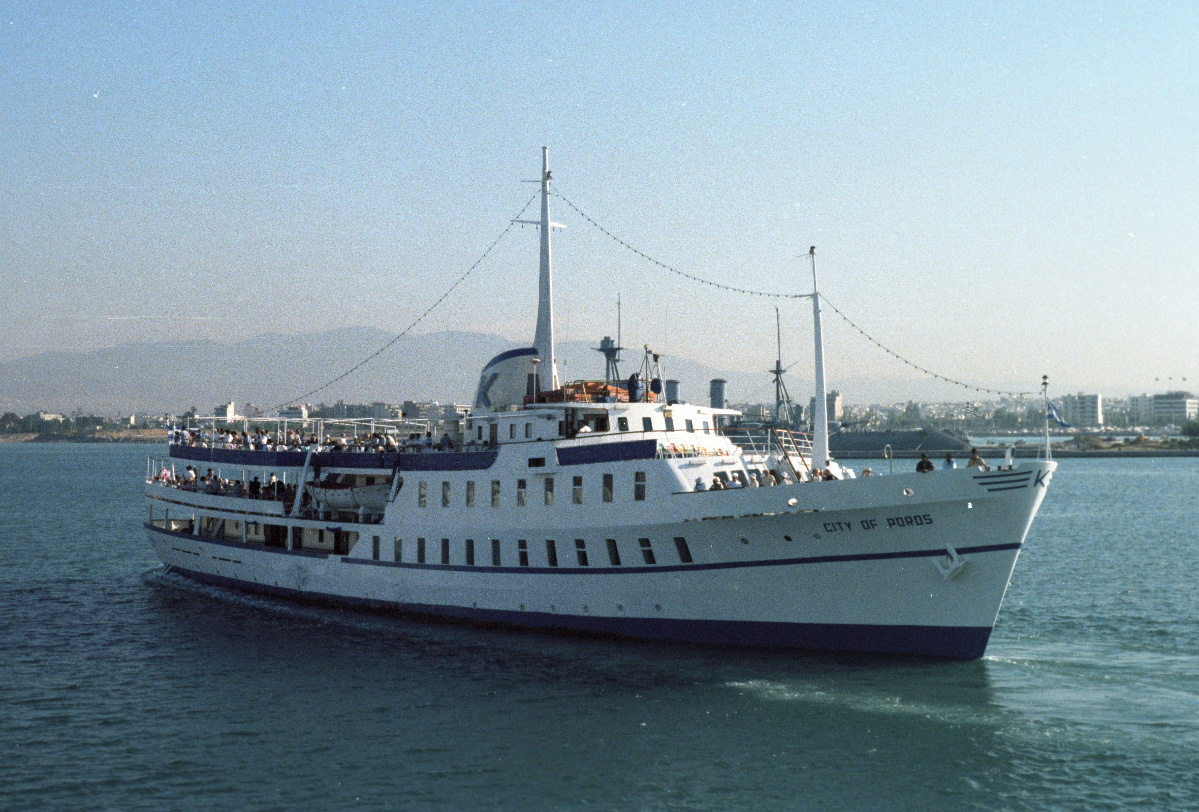
السفينة في بيرايوس قبل شهر واحد من الهجوم.

الهجوم على السفينة مدينة بوروس كانت سفينة سياحية يونانية التي قامت برحلات يومية لرحلات سيكلاديك إلى هيدرا وإيجينا وبوروس من فليسفوس مارينا وهو ميناء في ضواحي أثينا. كانت سفينة سيكلاديك كرويسز تقارب 200 قدم تقريبا (60 متر) وقامت برحلة منتظمة تبلغ 16 ميل (26 كيلومتر) بين المرافئ كل يوم بسعة استيعابية قدرها 500 راكب. قبل الهجوم على السفينة أسفر انفجار سيارة مفخخة على رصيف عن مصرع شخصين. في مساء يوم 11 يوليو 1988 تعرضت السفينة لهجوم من قبل مسلح فلسطيني قتل ثمانية سائحين قبل أن يموت هو نفسه في انفجار لاحق. في وقت الهجوم كان هناك 471 شخصا على متن السفينة.

## انفجار الرصيف
في وقت سابق من يوم الهجوم هز الرصيف الذي عادة تقف فيه سفينة مدينة بوروس في بيرايوس تفجير سيارة مفخخة كبيرة. بسبب الموقع المعزول للرصيف وعدم وجود السياح في انتظاره (كما كانت السفينة في عرض البحر) كانت الوفيات الوحيدة هي اثنين من ركاب السيارة وكلاهما قتل على الفور. كان الهدف المقصود من القنبلة هو بالتأكيد السفينة ولكن خطة الهجوم لن تعرف أبدا بسبب أن التفجير حدث قبل الأوان. من الممكن أن يكون الهجوم الذي أعقب ذلك الخطة ب بعد فشل السيارة المفخخة.

## الهجوم
كان أحد المسلحين قد استقل السفينة كجزء من استيعابها العادي للركاب في إيجينا ثم انتظر حتى مغادرة السفينة الميناء وكان على بعد ثلاثة أميال في رحلتها قبل أن يهاجمون في حوالي الساعة 8:30 مساء. باستخدام الأسلحة الأوتوماتيكية المخفية والقنابل اليدوية فتح النار على زملائه من الركاب الذين انتشروا في حالة من الذعر وكثير منهم قفز من على متن الطائرة مما أدى إلى قصد العديد من الضحايا بين الأشخاص الذين أوقفوا في مراوح السفينة. توفي الجاني في الهجوم.
تم تنفيذ عملية الإنقاذ من قبل الذين لم يصبوا على متن السفينة والسفن الأخرى التي وصلت قريبا عند إرسال إشارة استغاثة من مدينة بوروس. أنقذت هذه السفن العديد من تلك المياه ونقلت إلى الشاطئ حيث كانت خدمات الطوارئ تنتظر نقل أسوأ الإصابات إلى المستشفيات. تم العثور على ما مجموعه ست جثث على سطح السفينة السياحية وتوفي ثلاثة أشخاص آخرين في المستشفيات بسبب إصاباتهم. بذلك يصل إجمالي عدد القتلى إلى 11 شخصا بمن فيهم الشخصان اللذان توفيا في انفجار السيارة المفخخة في وقت سابق اليوم. بالإضافة إلى ذلك أصيب 98 شخصا بجراح من بينهم 15 شخصا بجروح خطيرة. كان القتلى على متن السفينة معظمهم من السياح من بينهم أربعة من فرنسا وواحد من كل من الدنمارك والسويد والمجر فضلا عن اثنين من اليونانيين.

## التحقيقات
كشف التحقيق اللاحق في العملية الأدلة التي أشارت إلى كل من منظمة أبو نضال (التي أعلنت مسؤوليتها عن التفجير والهجوم بالعبارات) ورعاة هم المفترضين ليبيا. كانت الأسلحة المستخدمة في الهجوم من أصل ليبي ودخل واحد على الأقل من المهاجمين اليونان على جواز سفر ليبي. كان هناك أيضا دافع قوي لكل من منظمة أبو نضال وليبيا. كانت هناك قضية قيد النظر في المحاكم اليونانية فيما يتعلق بالعضو المعروف باسم محمد رشيد الذي كان يقاتل من أجل تسليمه للولايات المتحدة بسبب أنشطته الإرهابية. بعد ذلك رتب وزير العدل اليوناني الإفراج عنه ونقله إلى ليبيا التي كانت في ذلك الوقت تشن حملة إرهابية ضد أوروبا الغربية والولايات المتحدة كجزء من انتقامها لقصف ليبيا.
بعد ذلك بعام ألقي القبض على اثنين من أعضاء منظمة الوحدة الوطنية وأدينوا بتورطهم في الهجوم وتم توجيه تهم أخرى ضد رجل لبناني اعتقل في ألمانيا لكن الرجال الذين خططوا لهذه العملية نجوا في معظم الأحيان من العدالة الرسمية.